# Blaise Sonnery
Pour les articles homonymes, voir Sonnery.
Blaise Sonnery né le 21 mars 1985 à L'Arbresle, est un coureur cycliste français. Ancien professionnel, il est membre de l'équipe AG2R La Mondiale entre 2007 et 2009 puis de la formation continentale japonaise Bridgestone Anchor en 2012. Il participe notamment deux fois au Tour d'Italie sous les couleurs de la formation française et se classe huitième du Tour du Japon avec Bridgestone Anchor.

## Biographie

### Carrière cycliste

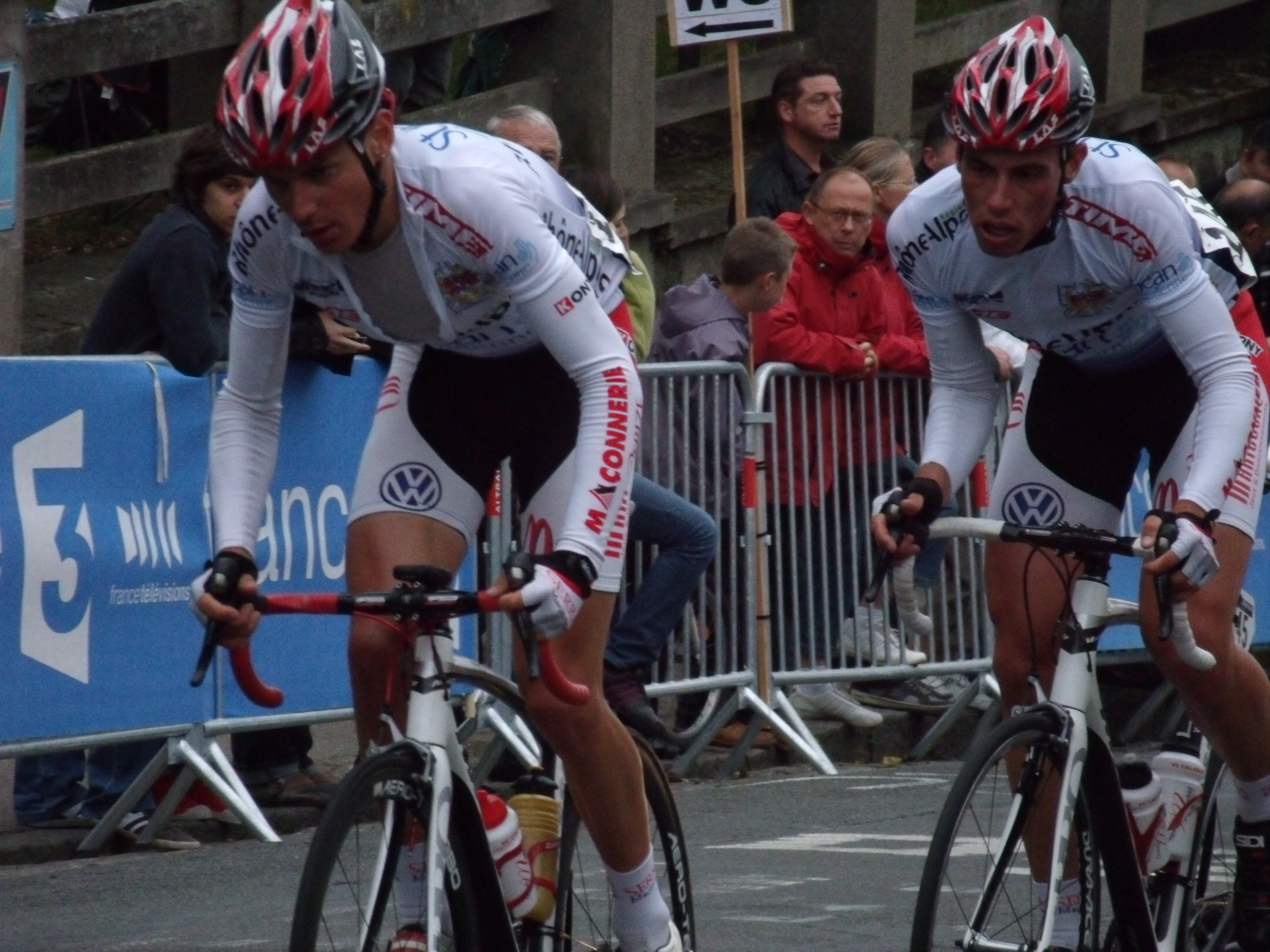
Blaise Sonnery et Vincent Canard en 2011

Blaise Sonnery est formé par l'ACTP (Alliance Cycliste Tarare Popey) de cadet à juniors, au CR4C Roanne, et enfin au sein du Chambéry CF, réserve de la formation AG2R Prévoyance. 
Au cours de la première partie de sa carrière chez les amateurs, il s'adjuge notamment le titre de champion du Lyonnais juniors, le Grand Prix du Cru Fleurie, le Tour des Pays de Savoie devant son compatriote Nicolas Prin et le Polonais Paweł Cieślik, la seconde épreuve de la Transversale des As de l'Ain et une étape de la Ronde de l'Isard. Il monte aussi sur la troisième marche du podium lors de la Ronde de l'Isard en 2005 et 2006 ainsi qu'aux championnats de France espoirs en 2006. Par ailleurs, il est sélectionné à plusieurs reprises en équipe de France notamment en 2003 et 2006,.
Ses bonnes prestations lui permettent de devenir stagiaire en 2005 et 2006 chez AG2R Prévoyance puis d'intégrer l'équipe au début de l'année 2007 en tant que coureur professionnel,. Il ne parvient pas à glaner le moindre succès lors de son passage dans cette formation mais signe cependant quelques places d'honneur et se classe, notamment, 15e de Paris-Corrèze en 2008 et 8e du Tour du Doubs l'année suivante. Il participe également à deux éditions du Tour d'Italie.
Non conservé par ses dirigeants fin 2009, il retourne chez les amateurs et évolue dans les rangs du Creusot Cyclisme en 2010 puis ceux du Vélo Club Caladois en 2011. Il effectue deux bonnes campagnes sur la route et remporte plusieurs épreuves comme le Circuit de l'Étang, le Tour du Beaujolais ou encore les Bosses du Haut-Drac.
L'équipe continentale japonaise Bridgestone Anchor lui offre une nouvelle chance chez les professionnels en 2012.  Sa saison est cependant gâchée par des soucis de santé et des chutes qui se soldent notamment par une fracture de la clavicule lors du Tour du Qatar. Même s'il termine huitième du Tour du Japon et gagne le Raid du Bugey, il engrange peu de résultats positifs et son contrat n'est pas renouvelé par ses directeurs sportifs en fin d'année.
Blaise Sonnery décide donc de s'engager de nouveau avec le VC Caladois afin de pouvoir continuer à assouvir sa passion pour la petite reine en 2013. Il gagne une seconde fois le Tour du Beaujolais ainsi que le Tour du Périgord(manche de coupe de France de DN2) sous les couleurs des amateurs de la région Rhône-Alpes.
En 2014, il signe en faveur du club de Bourg-en-Bresse Ain Cyclisme. Il remporte au premier semestre le Grand Prix de Bohas et le championnat régional de Rhône-Alpes.
L'année suivante, faute de pouvoir s'entrainer correctement, il ne remporte aucune course et fait le choix de mettre fin à sa carrière à l'âge de trente ans.

### Reconversion professionnelle
Titulaire d'un Brevet professionnel en activités gymniques de la forme et de la force, il travaille en 2015 dans une salle de sports puis devient coach sportif à Aquaval, le centre nautique de Tarare, la ville de ses débuts cyclistes, et crée une entreprise spécialisée dans le secteur des activités récréatives et de loisirs. Désireux de continuer à s'investir dans le cyclisme, il devient président de l'Alliance Cycliste Tarare-Popey en 2018.

## Palmarès
| - 2003 - Champion du Lyonnais juniors - Prix de Peyzieux-sur-Saône - 2e du Prix de Tarare - 2e du Tour de la Vallée de la Trambouze - 3e du Tour des Pays d’Olliergues et d’Arlanc - 2004 - Grand Prix du Cru Fleurie - 3e de la Classique Ain-Jura - 2005 - Champion de Rhônes-Alpes espoirs - Tour des Pays de Savoie : - Classement général - 3e étape - 1re étape de la Transversale des As de l'Ain - 3e de la Ronde de l'Isard - 2006 - 5e étape de la Ronde de l'Isard - Étape du Tour - 3e du championnat de France sur route espoirs - 3e de la Ronde de l'Isard - 3e du Grand Prix de la Vogue | - 2010 - Circuit de l'Étang - Grand Prix des Foires d'Orval - 3e de la Classic Désertines-Huriel - 2011 - Tour du Beaujolais : - Classement général - 1re étape - Bosses du Haut-Drac - 2e du Week-end du Champsaur - 2e du Tour du Canton de Saint-Savin - 2e du Tour Loire Pilat - 2013 - Tour du Périgord - Tour du Beaujolais : - Classement général - 1re étape - 2e du Grand Prix Serra-Delorme - 2014 - Champion de Rhône-Alpes - Grand Prix de Bohas - 2e du Grand Prix de Chardonnay |  |

## Résultats sur les grands tours

### Tour d'Italie
2 participations
- 2008 : 91e
- 2009 : 64e

## Classements mondiaux
| Année           | 2005 | 2006 | 2007 | 2008 | 2009 | 2010 | 2011 | 2012 |
| --------------- | ---- | ---- | ---- | ---- | ---- | ---- | ---- | ---- |
| UCI Asia Tour   |      |      |      |      |      |      |      | 310e |
| UCI Europe Tour | 644e | 594e |      |      |      |      |      |      |